# 劳斯莱斯遄达700
劳斯莱斯遄达700是一个涡轮风扇发动机系列。它衍生自劳斯莱斯RB211，是遄达发动机家族的一员，專用在空中巴士A330系列客機。

## 介绍
当空客在20世纪80年代末计划设计新的双发客机A330时，劳斯莱斯计划使用原本计划用于麦道MD-11的遄达600系列（具体地说是遄达680）来驱动它。然而，A330设计重量有所增加，这使得推力要求被提高了。于是劳斯莱斯推出了遄达772，遄达700系列第一个成员。
在1989年4月，国泰航空订购了10架装有遄达700系列的A330，成为了装有劳斯莱斯发动机的空客飞机的第一家用户。第二个月環球航空马上效仿，也预定了20架A330。加拿大航空也选择了为它家的共8架的A330机队选择了这种发动机。
遄达700首次运转是在1990年8月，取得合格证是在1994年1月。A330和遄达700的组合取得90分钟ETOPS许可是在1995年3月，在1995年12月扩展到120分钟，在1996年3月1更是达到了180分钟。
2009年，劳斯莱斯将之升级为遄达700EP（enhanced perfomance，增强性能）。它采用了很多使用在遄达系列发动机新成员，特别是遄达1000上的新技术。包括椭圆形发动机前缘和优化后的风扇与高压压气机叶片间隙。这些新技术将遄达700的燃油消耗率降低了1.2%。其中有些改进也可以通过对正在使用的发动机进行改造得到实现。.
劳斯莱斯希望遄达700成为A330选配发动机中，全生命周期耗油最低、最安静、最清洁的。国泰航空拥有31架装有遄达700的A330，是其最大的用户。劳斯莱斯在2007年的6月的巴黎航展上取得了140份遄达700的订单。遄达700是A330第三种可选发动机，面世時間迟于GE和普惠，不过截至2011年7月，已取得55%的市场份额。此外，在軍用版本的A330當中，絕大多數國家（不包括沙特阿拉伯及澳洲）都選配遄达700。
值得一提的是，遄达700於A330ceo、A330 MRTT 早期型為A330可選配三種發動機的其中之一，但是BELUGA XL（超級大白鯨）、A330 MRTT 後期型則是唯一的發動機選項。

## 使用
遄达700系列为A330提供动力，它有两个推力等级，67,500 lbf（300 kN）和71,000 lbf（320 kN）。
1995年3月，国泰航空的A330率先採用遄达700發動機。此後，遄达700一直是A330機系的三種指定發動機之一。

## 型号
遄达768-60
1994年1月取得适航证，额定起飞推力67,500 lbf（300 kN）。安装在A330-341上。
遄达772-60
1994年3月取得适航证，额定起飞推力71,500 lbf（318 kN）。安装在A330-342上。
遄达772B-60
1997年9月取得适航证，额定起飞推力71,500 lbf（318 kN），和遄达772-60相比能在610米-2400米（2000英尺-8000英尺）提供额外推力。安装在A330-243、A330-343上。
遄达772C-60
1997年9月取得适航证，额定起飞推力71,500 lbf（318 kN），和遄达772B-60相比能在2400米以上（8000英尺以上）提供额外推力。安装在A330-243、A330-343、A330-743L（BELUGA XL）上。

## 参数

### 概况
- 类型： 三转子高涵道比涡扇发动机
- 长度： 3.91米（154英寸）
- 直径： 风扇直径2.47米（97英寸） [6]
- 淨重： 4,785 千克(10,549磅)

### 组件
- 压缩机： 8级中压压气机，6级高压压气机。
- 燃烧室： 24喷嘴的单环燃烧室
- 涡轮： 单级高压涡轮，单级中压涡轮，4级低压涡轮

### 性能
- 最大推力： 67,500 lbf（300 kN）-71,000 lbf（320 kN）（標準大氣15攝氏度下起飛推力）
- 总压比： 33.7-35.5:1
- 功率重量比：